# Один салунг (монета Сиама)
Один салунг — устаревшая монета в Сиаме, равная 1⁄4 сиамского тикаля.

## История

### Ранние монеты-слитки
Одним из первых выпусков монет в один салунг являются монеты из серебра 900-й пробы, чеканившиеся на протяжении 1851—1868 годов. Данных о других монетах-слитках этого номинала нет.

### Монеты европейского типа
В 1860 году, параллельно с монетами-слитками, также чеканились монеты европейского типа из серебра. В 1869 году были отчеканены монеты чуть отличного дизайна, также из серебра. В 1876—1900 годах чеканились серебряные монеты абсолютно другого дизайна с изображением Рамы V. В 1901—1908 годах чеканились серебряные монеты аналогичного дизайна, но меньшей массы и с указанием года.

### Монеты после введения десятичной денежной системы
21 августа 1898 года в Сиаме была введена десятичная денежная система: 1 тикаль = 100 сатангов, однако была оставлена вспомогательная денежная единица — салунг, равная 1⁄4 тикаля.
В 1915 году были отчеканены монеты из серебра 800-й пробы с портретом Рамы VI. В 1917—1925 годах чеканились монеты из серебра 650-й пробы аналогичного дизайна, а в 1919 году были отчеканены монеты из серебра 500-й пробы. Все более поздние выпуски эквивалентных по стоимости монет имели номинал, выраженный в сатангах — 25 сатангов.

## Характеристики монет
| Изображение    | Диаметр  | Толщина | Масса  | Материал            | Аверс                                           | Реверс                                                            | Годы чеканки |
| -------------- | -------- | ------- | ------ | ------------------- | ----------------------------------------------- | ----------------------------------------------------------------- | ------------ |
|                | 9 мм     |         | 3,77 г | серебро 900-й пробы | Обозначение монетного двора и правящей династии | —                                                                 | 1851—1868    |
|                | 22 мм    |         | 3,71 г | серебро             | Печать Рамы IV                                  | Слон внутри эмблемы династии Чакри                                | 1860         |
|                | 19,9 мм  | 1,3 мм  | 3,82 г | серебро             | Печать Рамы IV                                  | Слон внутри эмблемы династии Чакри                                | 1869         |
|                | 21 мм    |         | 3,82 г | серебро             | Портрет Рамы V и его имя                        | Королевский герб с указанием страны и номинала                    | 1876—1900    |
| Аверс · Реверс | 21 мм    |         | 3,6 г  | серебро             | Портрет Рамы V и его имя                        | Королевский герб с указанием страны, номинала и года чеканки      | 1901—1908    |
| Аверс · Реверс | 20,3 мм  | 1,3 мм  | 3,75 г | серебро 800-й пробы | Портрет Рамы VI и его имя                       | Трёхголовый слон с указанием государства, года чеканки и номинала | 1915         |
|                | 20,3 мм  |         | 3,75 г | серебро 650-й пробы | Портрет Рамы VI и его имя                       | Трёхголовый слон с указанием государства, года чеканки и номинала | 1917—1925    |
|                | 20,15 мм | 1,5 мм  | 3,7 г  | серебро 500-й пробы | Портрет Рамы VI и его имя с точкой в конце      | Трёхголовый слон с указанием государства, года чеканки и номинала | 1919         |

## Чекан по годам
| Год       | Монет отчеканено |
| Тип 1     | Тип 1            |
| --------- | ---------------- |
| 1851—1868 | ?                |
| Тип 2     |                  |
| 1860      | ?                |
| Тип 3     |                  |
| 1869      | ?                |
| Тип 4     |                  |
| 1876—1900 | ?                |
| Тип 5     |                  |
| 1901      | ?                |
| 1902      | 560 000          |
| 1903      | 340 000          |
| 1904      | 190 000          |
| 1906      | ?                |
| 1907      | ?                |
| 1908      | 270 000          |
| Тип 6     |                  |
| 1915      | 2 040 000        |
| Тип 7     |                  |
| 1917      | 1 100 000        |
| 1918      | 2 170 000        |
| 1919      | 7 860 000        |
| 1924      | 2 100 000        |
| 1925      | ?                |
| Тип 8     |                  |
| 1919      | ?                |